# Bet365
Bet365 eller (officielt Hillside (New Media) Ltd.) er en britisk bookmakervirksomhed, der blev etableret i år 2000. De udbyder sportsvæddemål, casino, poker og bingo online. Forretningen drives fra hovedkontoret i Stoke-on-Trent og et satellitkontor i Malta. Virksomheden blev etableret af Denise Coates, som driver virksomheden sammen med sin bror John Coates. I 2020 havde de over 4.000 ansatte.